# 水营街道
水营街道是中华人民共和国广西壮族自治区防城港市防城区下辖的一个街道办事处。原为防城镇的一部分，2014年撤销防城镇设立珠河、文昌、水营三个街道办事处。

## 行政区划
水营街道下辖以下村级行政区划单位：
木头滩社区、丹竹江村、鲤鱼江村、大王江村、黄竹塘村、水营村和沙埠村。